# 麥奎斯申冰川
84°49′S 175°30′W / 84.817°S 175.500°W
麥奎斯申冰川（英語：McCuistion Glacier），是南極洲的冰川，位於杜費克海岸，全長7公里，處於毛德王后山脈地區，流經盧伯克嶺北面，最終注入沙克爾頓冰川，現時由南極條約體系管理。